# ساختمان‌های خیابان فخرآباد
مجموعه ساختمانهای خیابان فخر آباد مربوط به دوره قاجار است و در تهران، مابین خیابانهای مشکی (فخر آباد)  و خورشید واقع شده و این اثر در تاریخ ۲۶ اسفند ۱۳۸۱ با شمارهٔ ثبت ۸۰۰۸ به‌عنوان یکی از آثار ملی ایران به ثبت رسیده است.